# L'ordre d'avui és el desordre de demà
L'ordre d'avui és el desordre de demà, també coneguda per L'ordre d'avui o The Present Order, és una obra realitzada per l'escultor escocès Ian Hamilton Finlay, amb la col·laboració de Peter Coats, inaugurada el 30 de novembre de 1999, sobre una idea de 1982. Actualment es troba al Parc dels Tres Turons, concretament en el Mirador de l’Arquitecte Ignasi de Lecea, a la carretera del Carmel amb el camí de Can Mora (a dins del bosc). El 1999 la Fundació Joan Miró va fer una exposició d'aquest artista i l'Ajuntament de Barcelona va adquirir aquesta obra.

## Anàlisi artística
La pedra és de Montjuïc (procedent de la caserna militar de Girona situada abans al Carrer Lepant). Recollia una pretesa frase d'una de les figures clau de la Revolució Francesa, la del jove Louis Antoine Léon Saint-Just, col·laborador de Robespierre: «L'ordre d'avui és el desordre del demà».
Finlay utilitza frases que s'atribueixen a personalitats històriques, però no consta que fossin frases autèntiques, sinó que haurien pogut ser-ho, i corresponen al seu estudi i coneixement dels personatges. L'ordre-desordre que s'apercebia de les àmplies vistes des d'aquest punt, que l'artista havia vist per les fotografies fetes pels seus col·laboradors, li va semblar un excel·lent marc per a aquesta versió.